# Mumbai City FC
Mumbai City FC is een voetbalclub uit India, die vanaf oktober 2014 uitkomt in de Indian Super League. De club is eigendom van Bollywood-acteur Ranbir Kapoor, Kayque Garbacchio Saldanha en Bimal Parekh. De zogenaamde 'marquee speler' van de club in 2014 was Fredrik Ljungberg. Andere bekende spelers van de club zijn Pavel Čmovš, Diego Forlán, Manuel Friedrich en Nicolas Anelka.

## Prestaties
In het seizoen 2020/21 won de club de Indian Super League. De club behaalde in het seizoen 2022/23 hun tweede titel.

## Trivia
- Op 18 oktober 2022 riep sportcolumnist Akash Biharie Mumbai City FC uit tot beste voetbalclub van India.

ATK Mohun Bagan ·
Bengaluru ·
Chennaiyin ·
East Bengal ·
Goa ·
Hyderabad ·
Jamshedpur ·
Kerala Blasters ·
Mumbai City ·
NorthEast United ·
Odisha